# Municipio de South Dresden
El municipio de South Dresden (en inglés: South Dresden Township) es un municipio ubicado en el condado de Cavalier en el estado estadounidense de Dakota del Norte. En el año 2010 tenía una población de 33 habitantes y una densidad poblacional de 0,35 personas por km².

## Geografía
El municipio de South Dresden se encuentra ubicado en las coordenadas 48°51′7″N 98°32′1″O / 48.85194, -98.53361. Según la Oficina del Censo de los Estados Unidos, el municipio tiene una superficie total de 93.01 km², de la cual 91,61 km² corresponden a tierra firme y (1,51 %) 1,4 km² es agua.

## Demografía
Según el censo de 2010, había 33 personas residiendo en el municipio de South Dresden. La densidad de población era de 0,35 hab./km². De los 33 habitantes, el municipio de South Dresden estaba compuesto por el 100 % blancos. Del total de la población el 0 % eran hispanos o latinos de cualquier raza.